# دزد قلعه
دزد قلعه مربوط به عصر آهن دو است و در شهرستان نوشهر، بخش کجور، روستای دوآب واقع شده و این اثر در تاریخ ۱۰ خرداد ۱۳۸۲ با شمارهٔ ثبت ۸۷۸۹ به‌عنوان یکی از آثار ملی ایران به ثبت رسیده است.

## معنی واژه
دزد در زبان مازندرانی به‌معنی دژ است. مانند نام قله شاهدژ که در زبان مازندرانی بدان شادزد گفته می‌شود.